# Luwuk (Schwert)
Das Luwuk, auch Loewoek, ist ein Kurzschwert aus Java.

## Beschreibung
Das Luwuk hat eine gerade, einschneidige Klinge. Die Klinge ist vom Heft bis zum Ort gleich breit. Der Ort ist schräg abgeschnitten, wobei der Klingenrücken kürzer als die Schneide ist. Das Heft besteht aus Holz oder Horn und ist im Knaufbereich zur Schneide hin angebogen. Der Knauf ist dicker als das Heft und am Ende hufförmig gestaltet. Die Klingen wurden in der Regel aus Pamor-Stahl (ähnlich dem Damaszenerstahl) hergestellt. Das Luwuk wird von Ethnien aus Java benutzt.